# あわメロ
『あわメロ』は、NHK徳島放送局が総合テレビで放送する地域情報番組を兼ねた音楽番組である。

## 概要
毎回視聴者から寄せられたリクエスト音楽、特に若者向けのポップスとロック系統の音楽を中心に紹介する。その他にも最新のヒット曲を取り上げる。
2006年度（ - 2007年3月）までは平日夕方に毎日放送された。当時は17:10からの15分枠もしくは20分枠での放送で、毎月最終週の金曜日のみ18:00まで放送枠を拡大し、『とびメロ!!オールリクエスト』と題して放送した。これは、徳島県内各地の自治体を巡回し、そこで直接視聴者のリクエストを募集するというものだった。
しかし、NHK改革による地域放送枠全体の縮小により、2007年度からは金曜日のみの放送となった。さらに、2011年度の放送（ - 2012年3月30日）をもってレギュラー放送を終了し、以後は特番形式での不定期放送を実施する。また、徳島放送局の公式サイトに寄せられた番組へのメッセージを紹介する5分間のスポット番組『あわ☆メロ 5分ミニ!』の不定期放送も始めた。
同じく若者向け番組を放送した高松放送局の『ごじ☆えもん』が2006年3月の改編で終了し、後番組が『ゆうどきネットワーク』と自局の一般情報番組になったため、四国ではこの『あわメロ』がNHK夕方枠における唯一の若者向け番組となる。なお、『ごじ☆えもん』も『あわメロ』もともに、2000年代初期に四国ローカルで放送されていた若者向け番組『てれごじ。』を前身とする。
レギュラー番組時代に使用していたタイトルロゴは「あわメロ」表記だったが、2013年2月時点でのタイトルロゴでは「あわ」と「メロ」の間に星印が添えられている。番組表上では「あわ☆メロ」と表記されており、徳島放送局の公式サイトでは「あわ☆メロ」と「あわ★メロ」両方の表記が見られる。
それからしばらくして、2017年1月30日の放送から「あわ★メロR」として復活し、ラジオ第1放送にて毎月最終月曜17:05 -17:55に放送している。2018年度からはにっぽん列島夕方ラジオがスタートしたことに伴い、一部地域や関東も含め全国でも随時放送されるようになった。
番組終了時の挨拶は板東が「また来月（来年）も」とコールした後出演者全員で「よーろしっくねー！」と締める事になっている。

## 放送時間

### あわメロ
2006年9月まで
- 月曜 - 木曜 17:10 - 17:25
- 金曜 17:10 - 18:00

2006年10月 - 2007年3月
- 月曜 - 木曜 17:10 - 17:30
- 金曜 17:10 - 18:00

2007年度
- 金曜 17:15 - 18:00
月曜 - 木曜は『ゆうどきネットワーク』を放送。

2008年度 - 2011年度
- 金曜 17:05 - 18:00

2012年度 -
公式サイトを参照。

### あわ☆メロ 5分ミニ!
2012年度 -
公式サイトを参照。

### あわ☆メロR
2017年1月30日 -
- ラジオ第1にて毎月最終月曜17:05 - 17:55
2018年度からはにっぽん列島夕方ラジオとして、一部地域や全国で随時放送される。

## 進行役

### 現在の進行役
- 板東道生（シンガーソングライター、2009年4月3日 - ）
- 徳島放送局のアナウンサーかキャスター

### 過去の進行役
- 山本あゆみ（当時徳島放送局契約キャスター、2015年10月18日 - ）
- 伊藤友見（当時徳島放送局契約キャスター、2015年5月23日 - 2017年3月14日）
- 丸山恵理（当時徳島放送局契約キャスター、2011年4月8日 - 2015年3月）
- 吉成静恵（当時徳島放送局契約キャスター、2006年4月3日 - 2011年3月4日）
- 畠山大志（当時徳島放送局アナウンサー、2007年度・2008年度）

以下の3名はいずれも2006年3月までの出演者で、日替わりで進行役を務めた。
- 斎藤久美子
- 瀬戸加容子（当時徳島放送局契約キャスター）
- 水口美希（当時徳島放送局契約キャスター）